# Ordensbruderschaft des Roten Löwen von Limburg und des Heiligen Sebastian
Die Ordensbruderschaft des Roten Löwen von Limburg und des Heiligen Sebastian ist eine Kongregation mit Sitz im Landkreis Mayen-Koblenz, Rheinland-Pfalz. Sie wurde am 13. Dezember 1994 durch den Bischof von Trier, Hermann Josef Spital errichtet.

## Gründung
Patron des Ordens ist der Hl. Sebastian.
Die Deutsche Komturei des Ordens wurde am 13. Dezember 1994 durch den Bischof von Trier, Hermann Josef Spital, errichtet. Geleitet wird die deutsche Komturei vom ltd. Großkomtur Karl-Josef Häfner, der am 3. April 2011 die Nachfolge von Hans-Josef Koggel antrat. Kapitelkirche der Bruderschaft ist seit Gründung die St. Sebastian-Kirche in Sankt Sebastian (am Rhein). Der Großprior der Ordensbruderschaft ist Stephan Schwarz, Prior Walter Bucher. Mit Stand 2009 hat die Bruderschaft 70 Mitglieder.
Leitmotiv des Ordens lautet „Für Glaube, Sitte und Heimat“. Die geistigen und geistlichen Werte des christlichen Glaubens zu erhalten und zu vertiefen sind weitere Aufgaben. Durch christliche Bruderschaft und Nächstenliebe in Wort und Tat versucht jedes Ordensmitglied diese Zielsetzung zu erreichen. Persönliche Zuwendung für alte, kranke und Menschen in schwierigen Lebenssituationen sowie die Unterstützung sozialer Einrichtungen steht dabei im Vordergrund. Dazu entrichtet jedes Mitglied einen bestimmten Jahresbeitrag sowie etwaige weitere Spenden. Fünf Mitglieder des sogenannten Kapitels, das ist der engere Vorstand, treffen sich einmal im Jahr um darüber zu beraten welche Personen oder welche Projekte unterstützt werden sollen.
Neue Mitglieder, die nur einmal im Jahr am Laetare-Sonntag zur Mitte der Fastenzeit aufgenommen werden, müssen vorgeschlagen werden und der Pfarrer der katholischen Heimatgemeinde muss der Aufnahme zustimmen. Zum Sauerländer Schützenbund und zum Bund der Historischen Deutschen Schützenbruderschaften hat der Orden einen sehr engen Bezug.

## Geschichte
Am 10. Dezember 1979 wurde in Maaseik (Belgien) der Mutterorden, Edele Eed-Broedcrschap van de Souvereine Orde van de Rode Leeuw van Limburg en de Heiligc Sebastianus gestiftet. Seine kirchliche Anerkennung erhielt er durch die Bischöfe von Hasselt (Belgien) und Roermond (Niederlande).
Im Jahre 1982 wurde der Anschluss an den Orden des Heiligen Sebastianus von Frankreich und Navarra aus dem Jahre 825 vollzogen. Dieser Orden wurde um 825 errichtet und zwar einmal zum Schutz der sich in der Abtei St. Médard bei Soissons befindlichen Reliquie des Märtyrers, dann aber auch zum Schutz der dorthin kommenden Pilger.